# Dwunastościan rombowy
Dwunastościan rombowy – wielościan mający 12 ścian, 14 wierzchołków i 24 krawędzie. Wszystkie ściany są przystającymi rombami, w których stosunek długości przekątnych jest równy {\displaystyle {\sqrt {2}},} skąd wynika, że kąt ostry każdej ściany jest równy {\displaystyle \arccos {\frac {1}{3}}\approx 70^{\circ }.}
W każdym wierzchołku wielościanu spotykają się 3 lub 4 ściany. W ośmiu wierzchołkach stykają się kątami rozwartymi 3 romby, zaś w pozostałych sześciu wierzchołkach stykają się kątami ostrymi 4 romby. Krótsze przekątne wszystkich ścian są krawędziami sześcianu. Dłuższe przekątne ścian są krawędziami ośmiościanu foremnego. Miarą kąta dwuściennego między sąsiednimi ścianami jest {\displaystyle 120^{\circ }.}
Dwunastościan rombowy jest wielościanem Catalana dualnym do sześcio-ośmiościanu i dlatego grupa symetrii bryły działa przechodnio na zbiorze ścian. Przechodniość ta oznacza, że dla dwóch ścian {\displaystyle A} i {\displaystyle B} istnieje obrót lub symetria przekształcające bryłę na siebie, a ścianę {\displaystyle A} na ścianę {\displaystyle B.}

Grupa symetrii dwunastościanu rombowego działa także przechodnio na zbiorze krawędzi tej bryły.

## Sfery związane z dwunastościanem rombowym

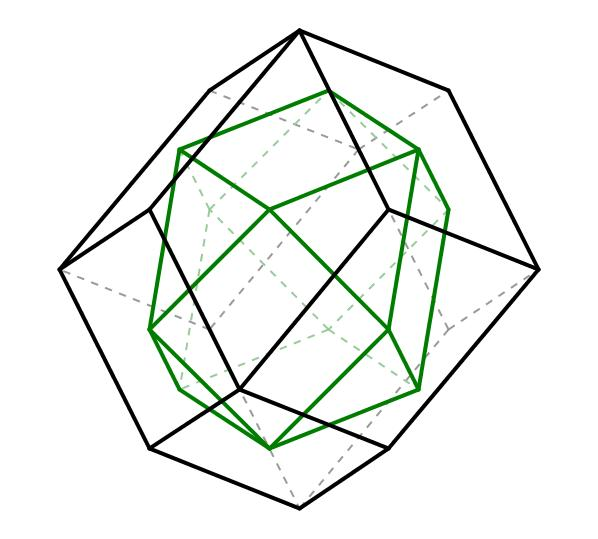
Dwunastościan rombowy (czarne krawędzie) i dualny z nim sześcio-ośmiościan (zielone krawędzie).

Jeśli długość krawędzi dwunastościanu rombowego jest równa {\displaystyle a,} to długości promieni niektórych sfer są następujące:
- promień sfery wpisanej stycznej do wszystkich 12 ścian:

{\displaystyle r_{i}=a{\sqrt {\frac {2}{3}}}\approx 0{,}8164965809\cdot a,}
- promień sfery stycznej do wszystkich 24 krawędzi:

{\displaystyle r_{m}=a{\frac {2}{3}}{\sqrt {2}}\approx 0{,}94280904158\cdot a,}
każdy punkt styczności leży w odległości {\displaystyle {\tfrac {1}{3}}} krawędzi od wierzchołka, w którym zbiegają się 3 krawędzie,
- promień sfery opisanej:

{\displaystyle r_{o}=a{\frac {2}{\sqrt {3}}}\approx 1{,}154700538\cdot a.}
chodzi o najmniejszą sferę „zamykającą w sobie” dwunastościan rombowy, przechodzi ona przez 6 wierzchołków, w których zbiegają się 4 krawędzie tej bryły.

## Pole i objętość
Pole powierzchni {\displaystyle S} i objętość {\displaystyle V} dwunastościanu rombowego o krawędzi {\displaystyle a} są równe:
{\displaystyle S=8{\sqrt {2}}a^{2}\approx 11{,}3137085a^{2},}
{\displaystyle V={\frac {16}{9}}{\sqrt {3}}a^{3}\approx 3{,}07920144a^{3}.}

## Występowanie w przyrodzie

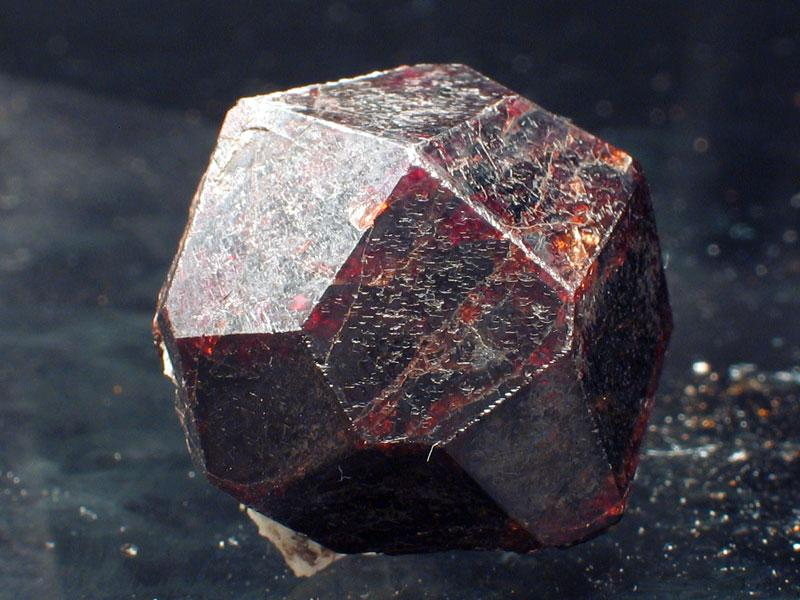
Kryształ granatu

Niektóre kryształy występujące w przyrodzie przybierają formę dwunastościanu rombowego. Są to przede wszystkim kryształy granatu, ale tę formę przyjmuje wiele innych minerałów, na przykład magnetyt, sodalit, spinel i sfaleryt.
Pszczoły używają geometrii tej bryły do tworzenia plastrów miodu, których komórki są graniastosłupami prawidłowymi, sześciokątnymi zamkniętymi połówkami dwunastościanu rombowego.

## Jak można sobie wyobrazić kształt dwunastościanu rombowego

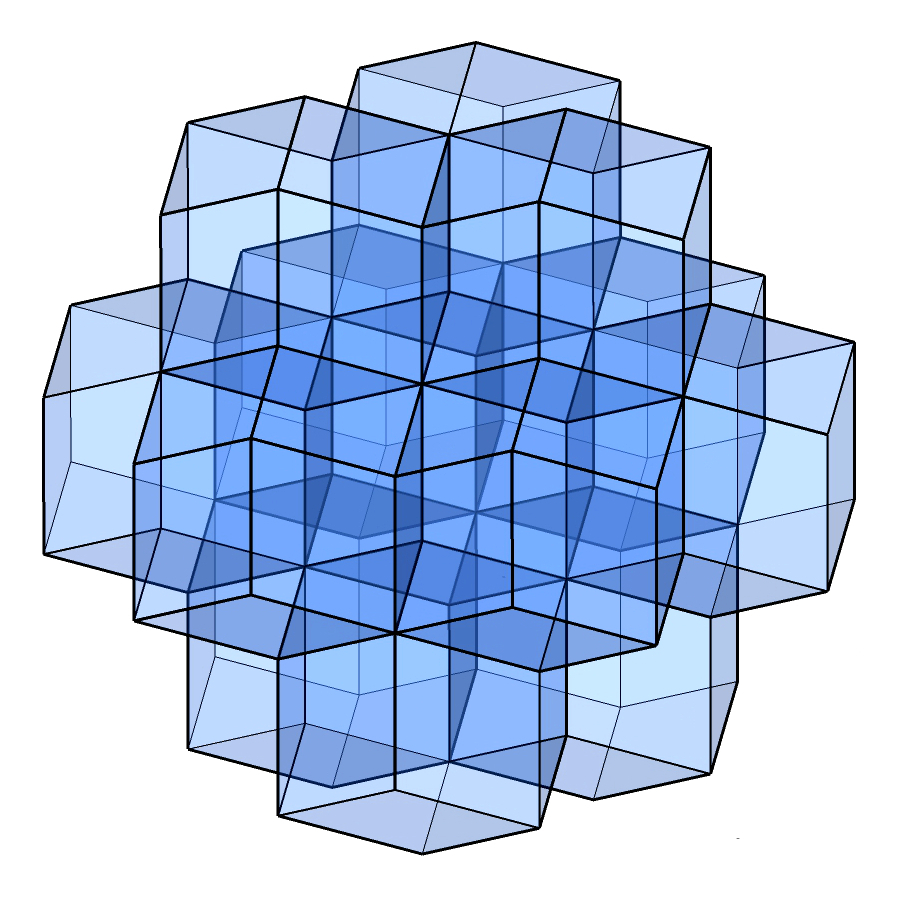
Wypełnienie przestrzeni przystającymi dwunastościanami rombowymi.

Krótkie przekątne rombów, i wierzchołki, w których romby stykają się kątami rozwartymi są krawędziami i wierzchołkami sześcianu o objętości równej połowie objętości samego dwunastościanu. Długie przekątne rombów, i wierzchołki, w których romby stykają się kątami ostrymi, są krawędziami i wierzchołkami ośmiościanu foremnego.
Ten dwunastościan można skonstruować, wychodząc z sześcianu, w następujący sposób: budujemy ostrosłup, którego podstawą jest ściana, a wierzchołkiem lustrzane odbicie środka sześcianu w płaszczyźnie ściany, powiększając sześcian o ten ostrosłup; powtarzając to dla wszystkich ścian uzyskamy dwunastościan rombowy, a użyte ostrosłupy będą składać się na kompletny sześcian – więc objętość dwunastościanu będzie 2 razy większa.
Powyższe wywody można zilustrować w układzie współrzędnych w przestrzeni:
- Punkty {\displaystyle (\pm 1,\pm 1,\pm 1)} są wierzchołkami sześcianu o ścianach rozpiętych na sześciu czwórkach punktów: {\displaystyle \{(1,\pm 1,\pm 1)\},} {\displaystyle \{(-1,\pm 1,\pm 1)\},} {\displaystyle \{(\pm 1,1,\pm 1)\},} {\displaystyle \{(\pm 1,-1,\pm 1)\},} {\displaystyle \{(\pm 1,\pm 1,1)\},} {\displaystyle \{(\pm 1,\pm 1,-1)\}.}
- Do powyższych 8 punktów dołączamy 6 następnych: {\displaystyle (\pm 2,0,0),} {\displaystyle (0,\pm 2,0),} {\displaystyle (0,0,\pm 2).} Są one obrazami początku układu współrzędnych {\displaystyle O} w symetrii względem poszczególnych ścian, np. punkt {\displaystyle (-2,0,0)} jest obrazem {\displaystyle O} w symetrii względem ściany {\displaystyle (-1,\pm 1,\pm 1),} a punkt {\displaystyle (2,0,0)} – w symetrii względem ściany {\displaystyle (1,\pm 1,\pm 1).}
- 14 wyżej wymienionych punktów jest wierzchołkami dwunastościanu rombowego[2].

Takie dwunastościany mogą wypełnić przestrzeń – żeby skonstruować taki układ wystarczy wyjść z układu sześcianów wypełniających przestrzeń, usunąć z nich co drugi, tak aby z każdych dwóch o wspólnej ścianie jeden został usunięty, i pozostałych użyć do konstrukcji dwunastościanów, odbijając ich środki względem sześciu ścian.

## Wielościany pokrewne
Dwunastościan rombowy jest elementem ciągu wielościanów rombowych i parkietaży, których grupa symetrii jest [n, 3] grupą Coxetera. Sześcian (geometria) może bowiem być uważany za sześciościan rombowy, gdzie romby są kwadratami.
| Wielościan | Wielościan            | Wielościan               | Parkietaż euklidesowy | Parkietaż hiperboliczny | Parkietaż hiperboliczny |
| [3, 3]     | [4, 3]                | [5, 3]                   | [6, 3]                | [7, 3]                  | [8, 3]                  |
| ---------- | --------------------- | ------------------------ | --------------------- | ----------------------- | ----------------------- |
| Sześcian   | Dwunastościan rombowy | Trzydziestościan rombowy |                       |                         |                         |

## Związki z bryłami czterowymiarowymi
Czterowymiarowym odpowiednikiem dwunastościanu rombowego jest 24-komórka (jest to komórka foremna).
Jej wierzchołkami są:
- 16 wierzchołków czterowymiarowego odpowiednika sześcianu – 8-komórki: {\displaystyle (\pm 1,\pm 1,\pm 1,\pm 1).} Jej 3-wymiarowymi ścianami są sześciany rozpięte na ośmiu ósemkach punktów: {\displaystyle \{(1,\pm 1,\pm 1,\pm 1)\},} {\displaystyle \{(-1,\pm 1,\pm 1,\pm 1)\},} {\displaystyle \{(\pm 1,1,\pm 1,\pm 1)\},} {\displaystyle \{(\pm 1,-1,\pm 1,\pm 1)\},} {\displaystyle \{(\pm 1,\pm 1,1,\pm 1)\},} {\displaystyle \{(\pm 1,\pm 1,-1,\pm 1)\},} {\displaystyle \{(\pm 1,\pm 1,\pm 1,1)\},} {\displaystyle \{(\pm 1,\pm 1,\pm 1,-1)\}.}
- Ponadto wierzchołkami 24-komórki są obrazy środka {\displaystyle O} układu współrzędnych w ośmiu ścianach: {\displaystyle (\pm 2,0,0,0),} {\displaystyle (0,\pm 2,0,0),} {\displaystyle (0,0,\pm 2,0),} {\displaystyle (0,0,0,\pm 2).}

Przekrój 24-komórki przestrzenią 3-wymiarową prostopadłą do największej przekątnej w jej środku jest dwunastościanem rombowym. Wynika to z powyższych opisów obu figur geometrycznych w układzie współrzędnych kartezjańskich.
Dwunastościan jest także otoczką wypukłą rzutu prostokątnego 8-komórki wzdłuż wielkiej przekątnej. Ilustruje to rysunek poniżej. Rzut zielonych punktów jest wtedy środkiem dwunastościanu.

24-komórka
Dwunastościan rombowy i 8-komórka

### Modele komputerowe
- Rhombic Dodecahedron. polyhedra.org. [zarchiwizowane z tego adresu (2011-08-24)]. -- interaktywne modele 3-wymiarowe.
- Relating a Rhombic Triacontahedron and a Rhombic Dodecahedron (Sándor Kabai)
- Rhombic Dodecahedron 5-Compound (Sándor Kabai)
- Rhombic Dodecahedron 5-Compound (Sándor Kabai)

### Projekty papierowe
- Rhombic Dodecahedron Calendar – kalendarz w postaci dwunastościanu rombowego (bez użycia kleju)
- Another Rhombic Dodecahedron Calendar. southernct.edu. [zarchiwizowane z tego adresu (2012-07-01)].

### Zastosowania praktyczne
- Archimede Institute – projekty przedmiotów w kształcie dwunastościanu rombowego.